# Reindert Vermeire

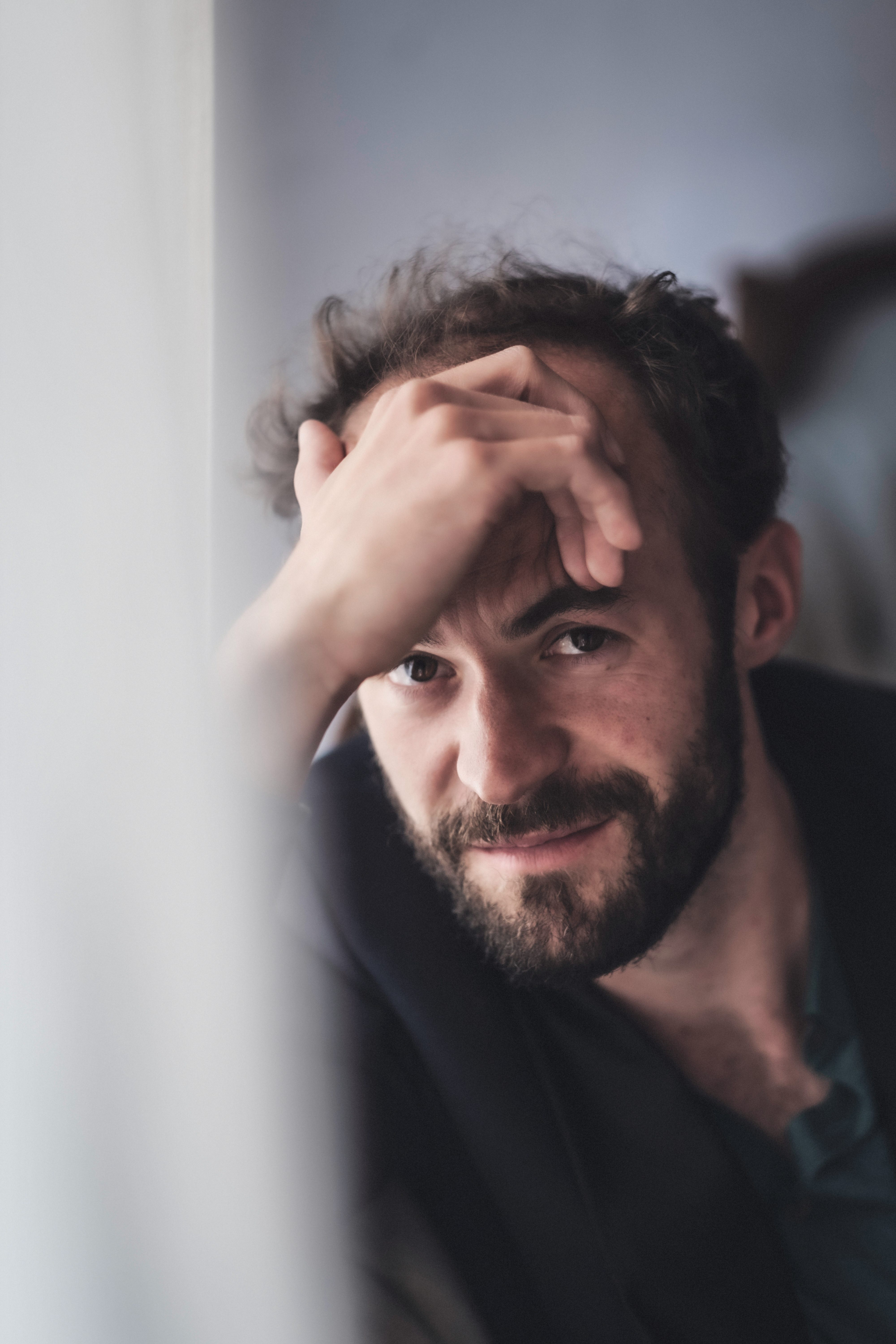
Portret

Reindert Vermeire (Gent, 6 april 1990) is een Vlaams acteur. 

## Biografie
Reindert Vermeire studeerde in 2012 af aan de acteursopleiding van het Herman Teirlinck Instituut (Dora van der Groen) en in 2018 aan de lerarenopleiding drama van het Koninklijk Conservatorium Antwerpen.
Als acteur was hij te zien in toneelvoorstellingen van onder meer NTGent, Het Paleis, Ontroerend Goed en De Roovers. Hij speelde ook een aantal gastrollen in Belgische televisieseries zoals Vermist, Professor T., Zone Stad, De Kotmadam, Gogogo! en Witse. Daarnaast acteerde Reindert Vermeire in verschillende kortfilms. 
Als leraar geeft hij les in het deeltijds kunstonderwijs.
In 2018 schreef Reindert Vermeire dagboekfragmenten voor het boek Tell me I am pretty so I can sleep at night in samenwerking met Marie Dhaese en Evelien Gillis.

## Theatrografie
- In het licht van de maan, Zingend Schip, 2024, Festival van Vlaanderen
- Tristano, Ensembletheater Antwerpen, 2020
- Bij de buren, Bij’ De Vieze Gasten, 2020-2019
- Timon van Athene/Timon d’Athènes, de Roovers, 2019-2013
- Two lady bugs, Remah Jabr, 2018-2014
- Sense in the city, Victoria Deluxe, 2017
- HERBERG, Bosse Provoost, 2016-2015
- Thumos, Lola Bogaerts, 2016
- A game of you, Ontroerend Goed, 2014 – 2012
- The smile off your face, Ontroerend Goed, 2012
- The Zoo Story, Sophie van de Pol, ITS-festival, 2014
- Reconstruction of the day I left, KC Nona/Renée Goethijn, 2014
- De Barmhartigen, Dries Gijsels, 2014
- Oresteia, De Roovers, 2013-2012
- Tartuffe, NTgent-Toneelgroep Amsterdam, Dimiter Gotcheff, 2012
- Dodo groot of land zonder ei, Het Paleis/Dimitri Leue, 2011
- Kleine Teun, klas conservatorium/Steven Van Watermeulen, TAZ, 2011

## Filmografie
- Edward in Cataract, 2018
- Peter in Dromer, 2018
- Pieter-Jan Neerinckx in Vermist, 2016, seizoen 7 aflevering 4
- Postbode in De Kotmadam, 2016, seizoen 22 aflevering 6
- David in Liefste David, 2016
- Student in Professor T, 2015, seizoen 1 aflevering 8
- Didier in Garage, 2015
- Ward in Ademtocht, 2015
- Ingmar in Photopia, 2015
- Sam in Gogogo!, 2015, tweede seizoen
- Jonas in Zielbeeld, 2014
- Arno Kimpens in Zone Stad, 2013, seizoen 8 aflevering 7
- Quinten Peters in Witse, 2012, seizoen 9 aflevering 3
- Man in Why don't you dance, 2009